# Лоренцин, Беатриче
Беатриче Лоренцин (итал. Beatrice Lorenzin; 14 октября 1971, Рим) — итальянский политик, министр здравоохранения Италии (2013—2018).

## Биография

### Ранние годы
Беатриче Лоренцин родилась в Риме в 1971 году. Начала политическую карьеру в 1996 году, вступив в молодёжную организацию партии Вперёд, Италия, в 1999 году стала координатором организации в столичном регионе Лацио. В 2001 году была избрана в коммунальный совет Рима, с 2004 по 2006 год возглавляла технический секретариат младшего статс-секретаря аппарата Совета министров Паоло Бонаюти, с 2006 по 2008 год являлась национальным координатором молодёжной организации «Вперёд, Италия — Молодёжь за свободу» (Forza Italia — Giovani per la Libertà).
Лоренцин не имеет высшего образования.

### Политическая карьера
В 2008 году стала депутатом парламента XVI-го созыва от партии «Народ свободы», с 14 июня 2012 по 14 марта 2013 года являлась секретарём Комитета Палаты депутатов по законодательству (Comitato per la legislazione).
В 2013 году вновь избрана от партии «Народ свободы» в Палату депутатов (с 18 ноября 2013 года представляет партию Новый правый центр).
28 апреля 2013 года назначена министром здравоохранения в правительстве Летта.
26 июля 2013 года представила на рассмотрение правительства законопроект об ограничении курения, в том числе электронных сигарет. Проект запрещал курение в машинах в присутствии беременных женщин и несовершеннолетних, а также на открытых площадках вблизи школ.
21 февраля 2014 года назначена министром здравоохранения в правительстве Ренци.
12 декабря 2016 года вновь получила портфель министра здравоохранения — в сформированном после отставки Маттео Ренци правительстве Джентилони.

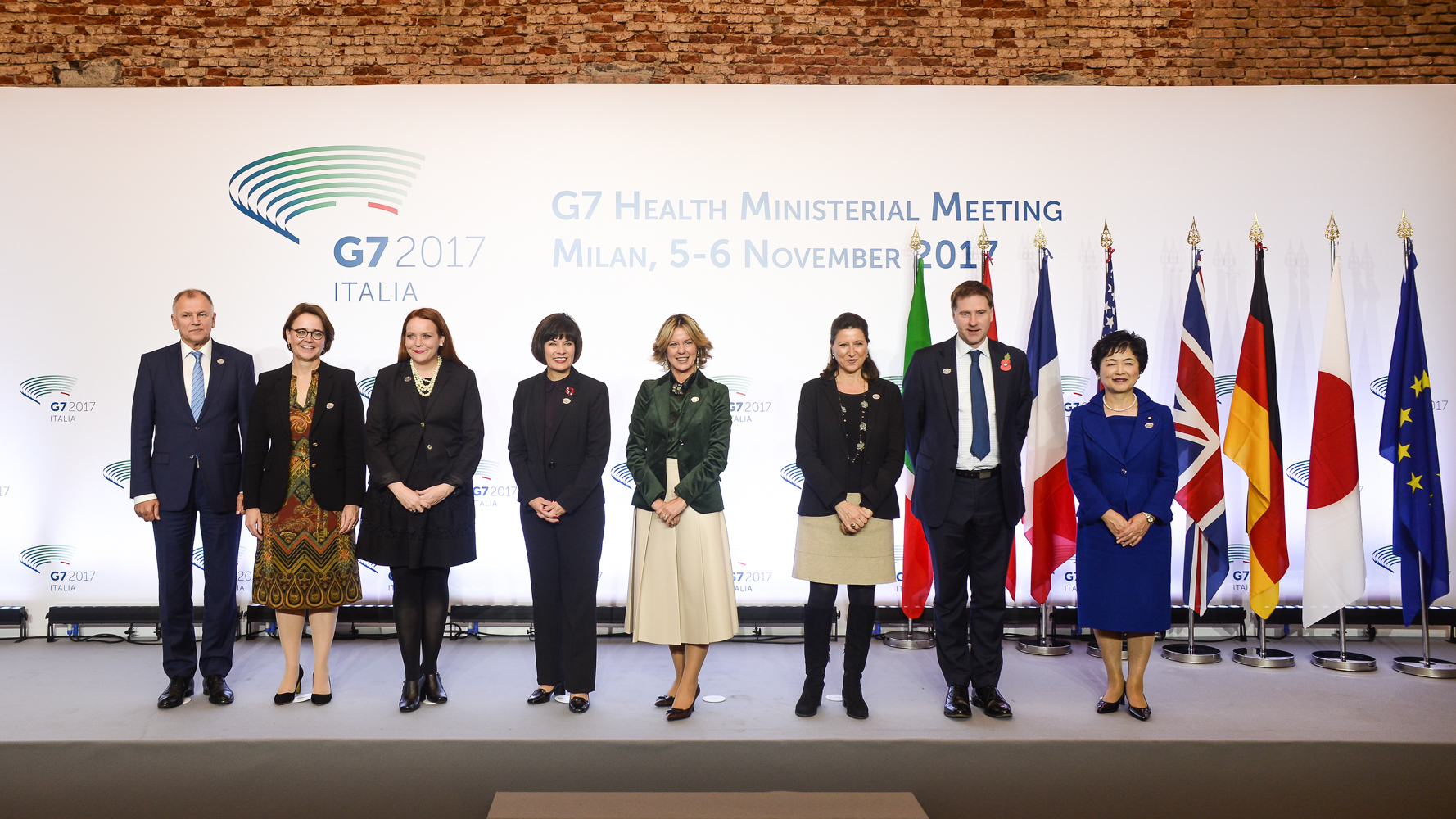
На встрече министров здравоохранения «большой семёрки» в Милане (5 ноября 2017).

18 марта 2017 года в Риме состоялась национальная ассамблея новой партии «Народная альтернатива», которую возглавил бывший лидер НПЦ Анджелино Альфано, и Лоренцин вместе с другими членами правительства Джентилони от этой структуры последовала за ним, оставшись на прежней должности в правительстве.
В декабре 2017 года Лоренцин возглавила народный гражданский список (Civica Popolare), присоединившийся к левоцентристской коалиции, основу которой составила Демократическая партия. В объединение вошли отдельные представители «Народной альтернативы» (в том числе Фабрицио Чикитто), отколовшиеся от Союза Центра «Центристы за Европу» Казини и Галлетти, выходцы из Гражданского выбора (включая Лоренцо Деллаи и заместителя министра сельского хозяйства Андреа Оливеро), а также целиком партия «Италия ценностей».
4 марта 2018 года на очередных парламентских выборах гражданский список поддержали только 0,5 % избирателей, и он не получил ни одного места в обеих платах парламента, но сама Лоренцин была избрана в Палату депутатов XVIII созыва с результатом 36,71 % в 9-м одномандатном округе области Эмилия-Романья (Модена) при поддержке левоцентристской коалиции.
1 июня 2018 года по итогам выборов было сформировано первое правительство Конте, в состав которого Лоренцин не вошла (из 18 министров в нём было только пять женщин).
18 сентября 2019 года, через несколько дней после ухода Маттео Ренци из Демократической партии, объявила о вступлении в неё.

## Личная жизнь
7 января 2015 года в интервью журналу «Oggi» Лоренцин заявила, что беременна и ожидает в июне появления близнецов, которых планирует назвать Франческо и Лавиния. После родов ожидается её свадьба с Алессандро Пикарди. 7 июня Франческо и Лавиния родились в одной из римских больниц, и 15 июня мать вышла вместе с ними к журналистам. Свадьба отложена на более поздний срок, пока дети не подрастут, поскольку в настоящее время, по словам Лоренцин, «I gemelli ci faranno da paggetti» («Мы находимся в услужении у близнецов»).
10 сентября 2016 года обвенчалась с директором по международным связям RAI Алессандро Пикарди в церкви Святого Андрея близ бухты Марина Пиккола на острове Капри.